# Aleksandr Bubnov
Pour les articles homonymes, voir Boubnov.
Aleksandr Viktorovitch Bubnov (russe : Александр Викторович Бубнов), né le 10 octobre 1955 à Lioubertsy à l'époque en URSS et aujourd'hui en Russie, est un joueur de football international soviétique (russe), qui évoluait au poste de défenseur, avant de devenir ensuite entraîneur.

## Biographie

### Carrière de joueur

#### Carrière en club
Aleksandr Bubnov évolue en URSS de 1973 à 1989, avant de terminer sa carrière en France.
Il joue un total de 377 matchs en première division soviétique avec les clubs du Dynamo Moscou et du Spartak Moscou, inscrivant 10 buts. Il dispute également 27 matchs en Division 2 française avec le Red Star, inscrivant un but.
Il remporte au cours de sa carrière trois titres de champion d'URSS, et une Coupe d'URSS.
Participant régulièrement aux compétitions européennes, il dispute 4 matchs en Coupe d'Europe des clubs champions, 31 matchs en Coupe de l'UEFA, et 12 matchs en Coupe des coupes. Il est demi-finaliste de la Coupe des coupes en 1978 avec le Dynamo, en étant battu par l'Austria Vienne. Il est ensuite quart de finaliste de la Coupe de l'UEFA en 1984 avec le Spartak, en étant battu par l'équipe belge du RSC Anderlecht.
En Coupe de l'UEFA, il inscrit deux buts : le premier en septembre 1976 contre l'AEK Athènes, et le second contre le FC Bruges en novembre 1985.

#### Carrière en sélection
Aleksandr Bubnov reçoit 34 sélections en équipe d'URSS entre 1977 et 1987, inscrivant un but.
Il joue son premier match en équipe nationale le 28 juillet 1977, en amical contre l'Allemagne de l'Est. C'est lors de ce match qu'il inscrit son seul et unique but avec l'URSS. Malgré tout, l'URSS s'incline sur le score de 2-1 à Leipzig.
Aleksandr Bubnov dispute ensuite six matchs rentrant dans le cadre des éliminatoires de l'Euro 1980, et quatre matchs rentrant dans le cadre des éliminatoires du mondial 1986. 
Il figure dans le groupe des sélectionnés lors de la Coupe du monde de 1986. Lors du mondial organisé au Mexique, il joue un match contre le Canada (victoire 2-0 à Irapuato).
Il reçoit sa dernière sélection le 28 octobre 1987, contre l'Islande. Ce match gagné 2-0 à Simferopol rentre dans le cadre des éliminatoires de l'Euro 1988.

### Carrière d'entraîneur
Il entraîne le club biélorusse du FK Slaviya Mozyr en 1997. Il participe avec cette équipe aux tours préliminaires de la Ligue des champions et de la Coupe de l'UEFA.

## Palmarès
| Dynamo Moscou \| - Championnat d'URSS (1) : - Champion : 1976. - Coupe d'URSS (1) : - Vainqueur : 1977. - Finaliste : 1979. \| \| - Supercoupe d'URSS (1) : - Vainqueur : 1977. \| |  | Spartak Moscou - Championnat d'URSS (2) : - Champion : 1987 et 1989. - Vice-champion : 1983, 1984 et 1985. - Coupe de la fédération d'URSS (1) : - Vainqueur : 1987. |
| - Championnat d'URSS (1) : - Champion : 1976. - Coupe d'URSS (1) : - Vainqueur : 1977. - Finaliste : 1979.                                                                         |  | - Supercoupe d'URSS (1) : - Vainqueur : 1977. |